# Bechtoldsweiler
Bechtoldsweiler is een plaats in de Duitse gemeente Hechingen, deelstaat Baden-Württemberg, en telt 646 inwoners.